# Ячейка Вигнера — Зейтца
Ячейка Вигнера — Зейтца — область кристаллической решётки с центром в некоторой точке решётки Браве, которая лежит ближе к этой точке решётки, чем к какой-либо другой точке решётки. Названа в честь американских физиков Юджина Вигнера и Фредерика Зейтца.

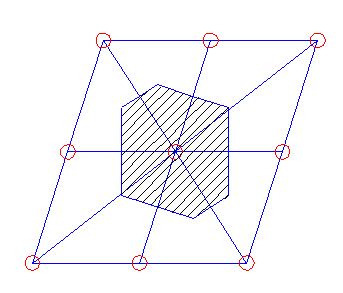
Элементарная ячейка в форме ячейки Вигнера — Зейтца для 2-мерной решётки

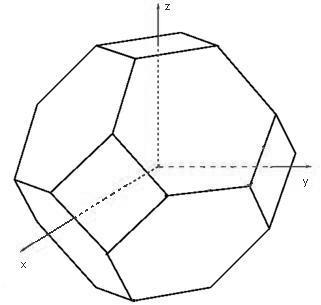
Ячейка Вигнера — Зейтца для объёмноцентрированной кубической решётки кристалла

## Построение
Выбирается произвольный узел решётки Браве и соединяется отрезками со всеми ближайшими соседними узлами. Через середины этих отрезков проводим перпендикулярные отрезкам плоскости. Ограниченная плоскостями область наименьшего объёма будет являться ячейкой Вигнера — Зейтца. Фактически, ячейка Вигнера — Зейтца является элементарной ячейкой диаграммы Вороного, построенной для кристаллической решётки.

## Свойства
- Ячейка Вигнера — Зейтца является примитивной, поскольку только один атом в центре принадлежит ей. Однако её объем равен объему  элементарной ячейки в нормальном пространстве (нормированному на количество атомов в ячейке).

- На ячейку Вигнера — Зейтца (как и на любую другую элементарную ячейку) приходится один узел решётки Браве.

- Ячейка Вигнера — Зейтца обратной решётки есть первая зона Бриллюэна.

- Ячейка Вигнера — Зейтца имеет ту же точечную группу симметрии, что и вся решётка Браве кристалла, и при смещениях на векторы трансляций решётки ячейка заполняет весь кристалл.